# Sven Faller

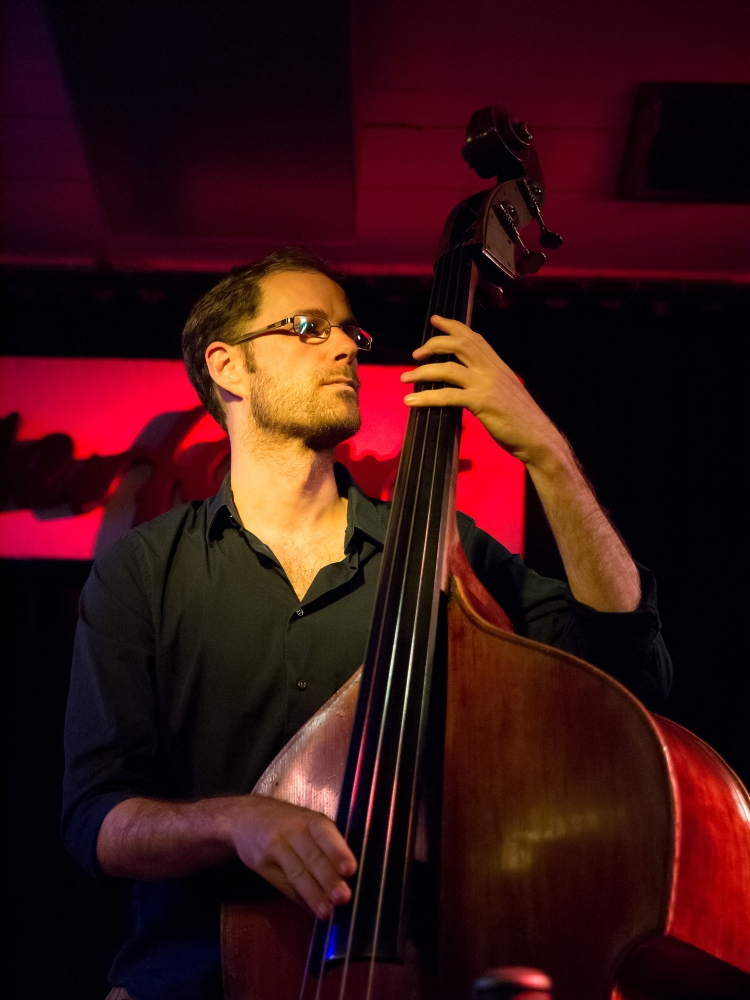
Sven Faller

Sven Faller (* 1969 in Bad Kreuznach) ist ein deutscher Jazzmusiker (Kontrabass, Komposition).

## Leben und Wirken
Faller begann ein Musikstudium am Brucknerkonservatorium in Linz beim Bassisten Adelhard Roidinger; es folgte ein Studium für Kontrabass in München. 1997 machte er seinen Abschluss am Mannes College of Music in New York.
Faller spielte in den USA mit Jane Monheit, Randy Brecker, Jay Berliner und John Patitucci; zurück in Deutschland arbeitete er in den Livebands von Konstantin Wecker, Scott Hamilton, Philip Catherine, Larry Coryell, Don Menza, Robby Ameen und Charlie Mariano. Ab 2005 gehörte er zum Trio ELF mit Gerwin Eisenhauer und Walter Lang, mit dem bis 2013 mehrere Alben entstanden. Zusammen mit der Sängerin Stefanie Boltz bildet er das Duo Le Bang Bang, mit dem er vier Alben vorlegte. Gemeinsam mit August Zirner führte er das Programm Transatlantische Geschichten auf.

## Diskografie (Auswahl)
- 2014: Lisa Wahlandt & Sven Faller: Home for Christmas (Enja)
- 2016: Night Music (GLM, mit Bob Degen, Guido May, Andreas Dombert, Samuel Dalferth)
- 2019: Philip Catherine, Paulo Morello, Sven Faller: Manoir de mes rêves (Enja)
- 2022: Paulo Morello, Mulo Francel, Sven Faller: Living Is Easy, Mostly (GLM)
- 2022: Philip Catherine, Paulo Morello, Sven Faller: Pourquoi (Enja 2022)[3]